# Presidenti del Consiglio regionale del Centro-Valle della Loira
Il presidente del Consiglio regionale del Centro-Valle della Loira (in francese Présidents du conseil régional du Centre-Val de Loire) è il capo del governo della regione francese del Centro-Valle della Loira e il capo del suo Consiglio regionale.
Viene eletto per un periodo di 6 anni.

## Elenco
| Mandato                                  | Mandato                    | Presidente                 | Presidente                 | Partito                    | Partito                          |
| Regione Centro (1974-2015)               | Regione Centro (1974-2015) | Regione Centro (1974-2015) | Regione Centro (1974-2015) | Regione Centro (1974-2015) | Regione Centro (1974-2015)       |
| ---------------------------------------- | -------------------------- | -------------------------- | -------------------------- | -------------------------- | -------------------------------- |
| 11 gennaio 1974                          | 30 gennaio 1976            |                            | Raymond Boisdé             |                            | Repubblicani Indipendenti        |
| 30 gennaio 1976                          | 26 settembre 1978          |                            | Pierre Sudreau             |                            | UDF/PR                           |
| 1978                                     | 1983                       |                            | Jean Delaneau              |                            | UDF-PR                           |
| 1983                                     | 26 aprile 1985             |                            | Daniel Bernardet           |                            | UDF                              |
| 26 aprile 1985                           | 20 marzo 1998              |                            | Maurice Dousset            |                            | UDF-PR                           |
| 20 marzo 1998                            | 27 marzo 1998              |                            | Bernard Harang             |                            | UDF/DL                           |
| 27 marzo 1998                            | 6 aprile 1998              |                            | Lydie Gerbaud (ad interim) |                            | Raggruppamento per la Repubblica |
| 6 aprile 1998                            | 27 marzo 2000              |                            | Michel Sapin               |                            | Partito Socialista               |
| 2000                                     | 2000                       |                            | Jean Germain (ad interim)  |                            | Partito Socialista               |
| 27 marzo 2000                            | 2 aprile 2004              |                            | Alain Rafesthain           |                            | Partito Socialista               |
| 2 aprile 2004                            | 7 settembre 2007           |                            | Michel Sapin               |                            | Partito Socialista               |
| 2007                                     | 2007                       |                            | Jean Germain (ad interim)  |                            | Partito Socialista               |
| 7 settembre 2007                         | 17 gennaio 2015            |                            | François Bonneau           |                            | Partito Socialista               |
| Regione Centro-Valle della Loira (2015-) |                            |                            |                            |                            |                                  |
| 17 gennaio 2015                          | in carica                  |                            | François Bonneau           |                            | Partito Socialista               |